# Saint-Malon-sur-Mel
Saint-Malon-sur-Mel (bretonisch: Sant-Malon; Gallo: Saent-Méha) ist eine französische Gemeinde mit 613 Einwohnern (Stand: 1. Januar 2022) im Département Ille-et-Vilaine in der Region Bretagne; sie gehört zum Arrondissement Rennes und zum Kanton Montauban-de-Bretagne. Die Einwohner werden Malonnais genannt.

## Geographie
Saint-Malon-sur-Mel liegt etwa 30 Kilometer westlich von Rennes. Im nördlichen Gemeindegebiet verläuft das Flüsschen Comper. Umgeben wird Saint-Malon-sur-Mel von den Nachbargemeinden Bléruais im Norden, Saint-Gonlay im Norden und Nordosten, Iffendic im Osten, Paimpont im Süden und Südwesten sowie Muel im Westen und Nordwesten.

## Bevölkerungsentwicklung
| Jahr                       | 1962 | 1968 | 1975 | 1982 | 1990 | 1999 | 2006 | 2013 | 2020 |
| Einwohner                  | 644  | 554  | 492  | 449  | 447  | 447  | 527  | 608  | 589  |
| Quellen: Cassini und INSEE |      |      |      |      |      |      |      |      |      |

## Sehenswürdigkeiten
- Menhir La Chaise du Diable

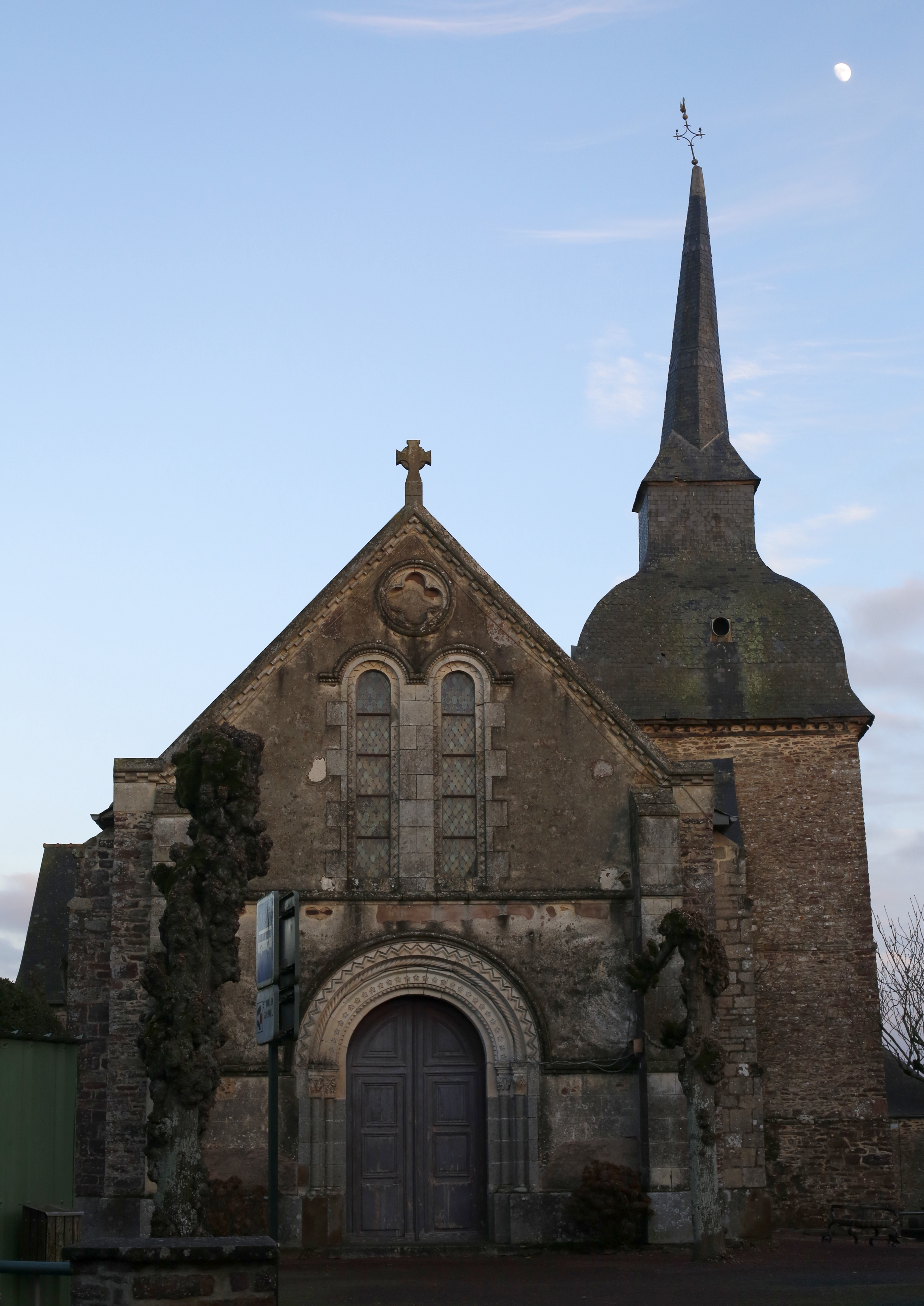
Kirche Saint-Malo
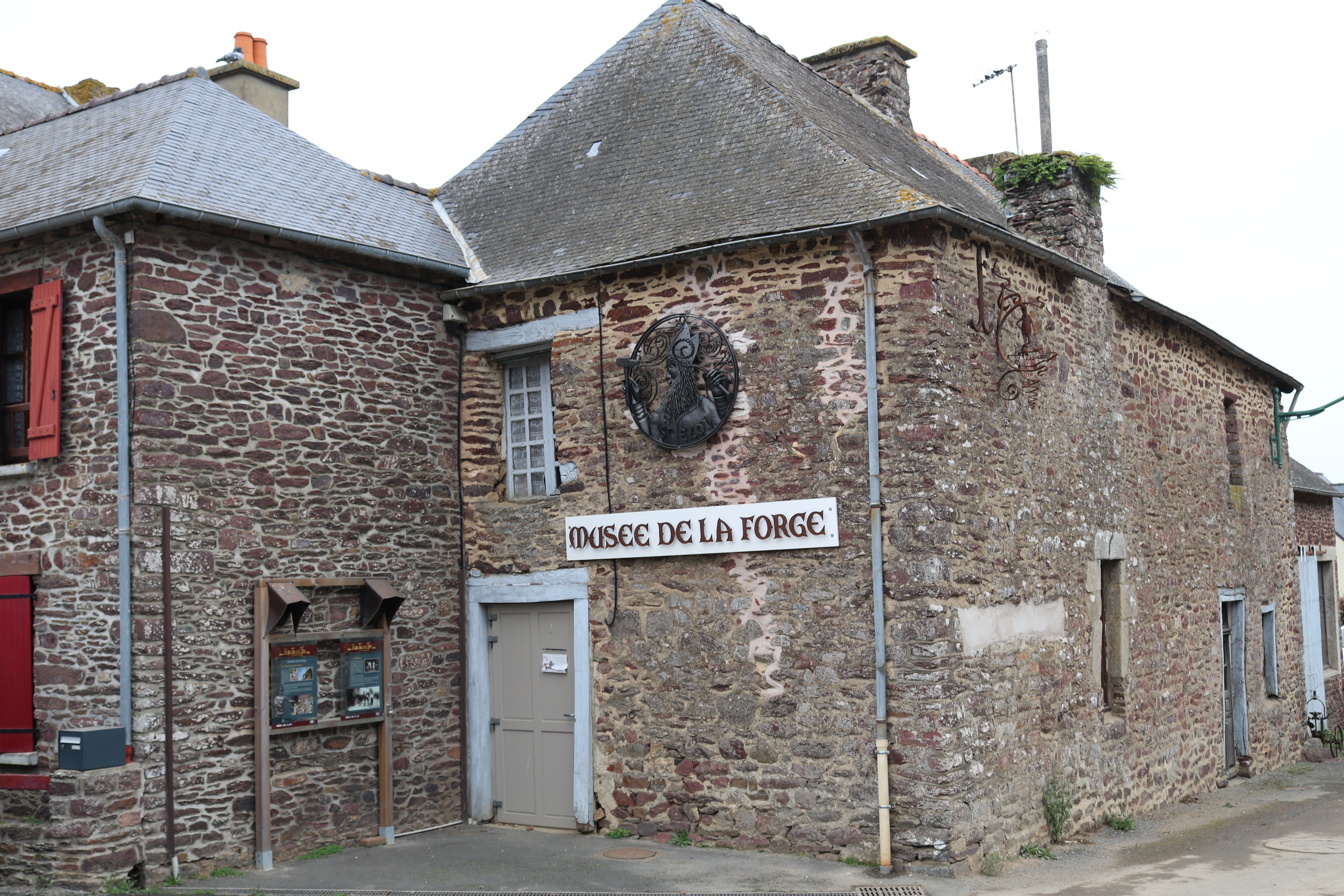
Museum in der alten Schmiede
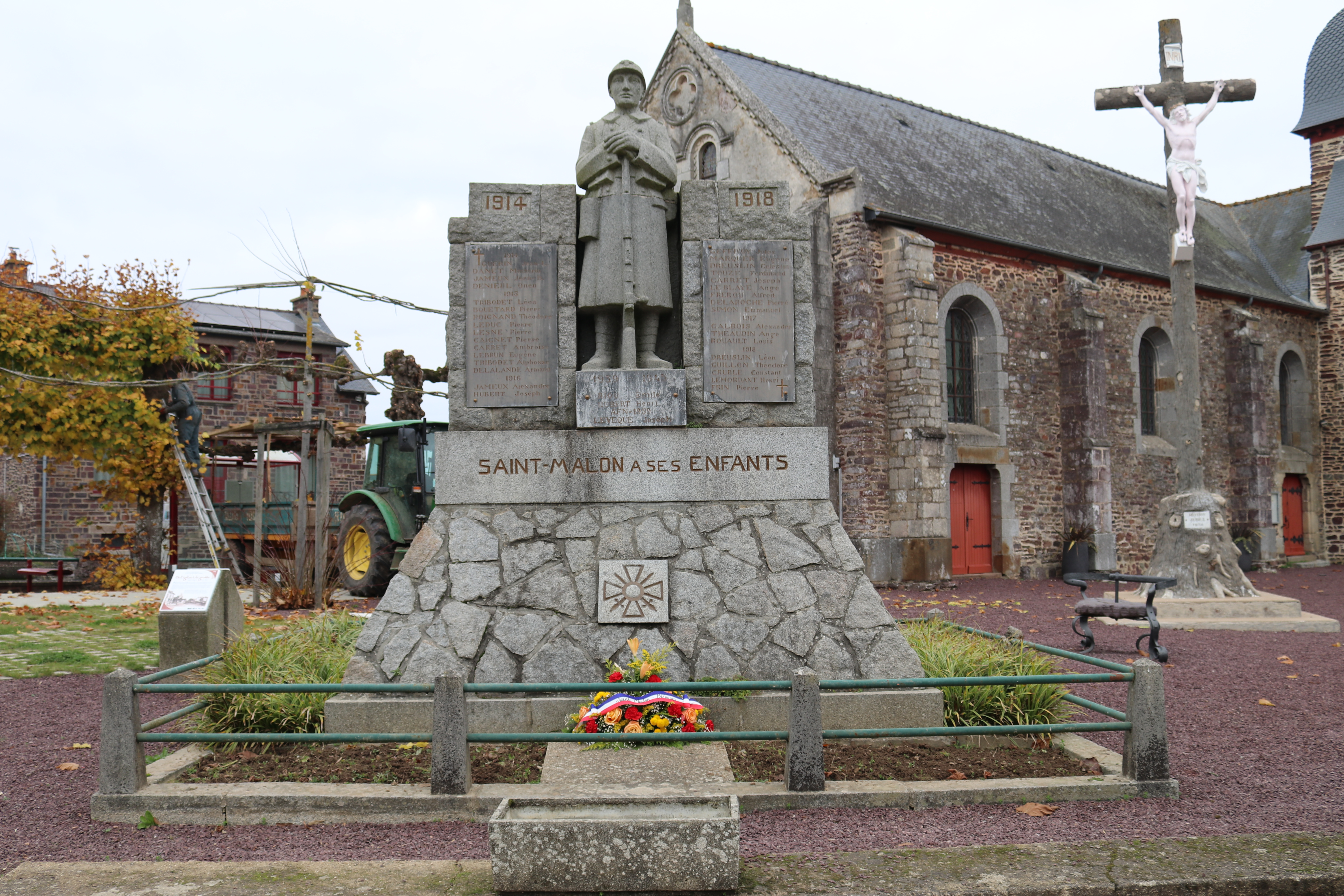
Gefallenendenkmal

- Kapelle Saint-Jean aus dem Jahre 1890
- Altes Pfarrhaus

- Kirche Saint-Malo
- Museum in der alten Schmiede
- Gefallenendenkmal